# 아이스킬로스
아이스킬로스(고대 그리스어: Αἰσχύλος Aiskhúlos, Aischylos, Æschylus[*] 영어: Aeschylus /ˈɛskɨləs/ 또는 /ˈiːskɨləs/[*] 기원전 525년/524년 - 기원전 456년/455년)는 고대 그리스의 대표적인 비극 작가이다. 비극예술의 창조에 기본적인 형태를 부여한 80여편의 작품을 만들었다. 현존하는 것으로는 7편의 작품과 다수의 단편 등이 있다.

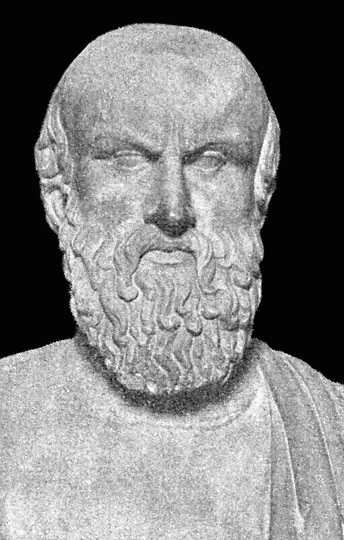
아이스킬로스의 흉상

## 생애

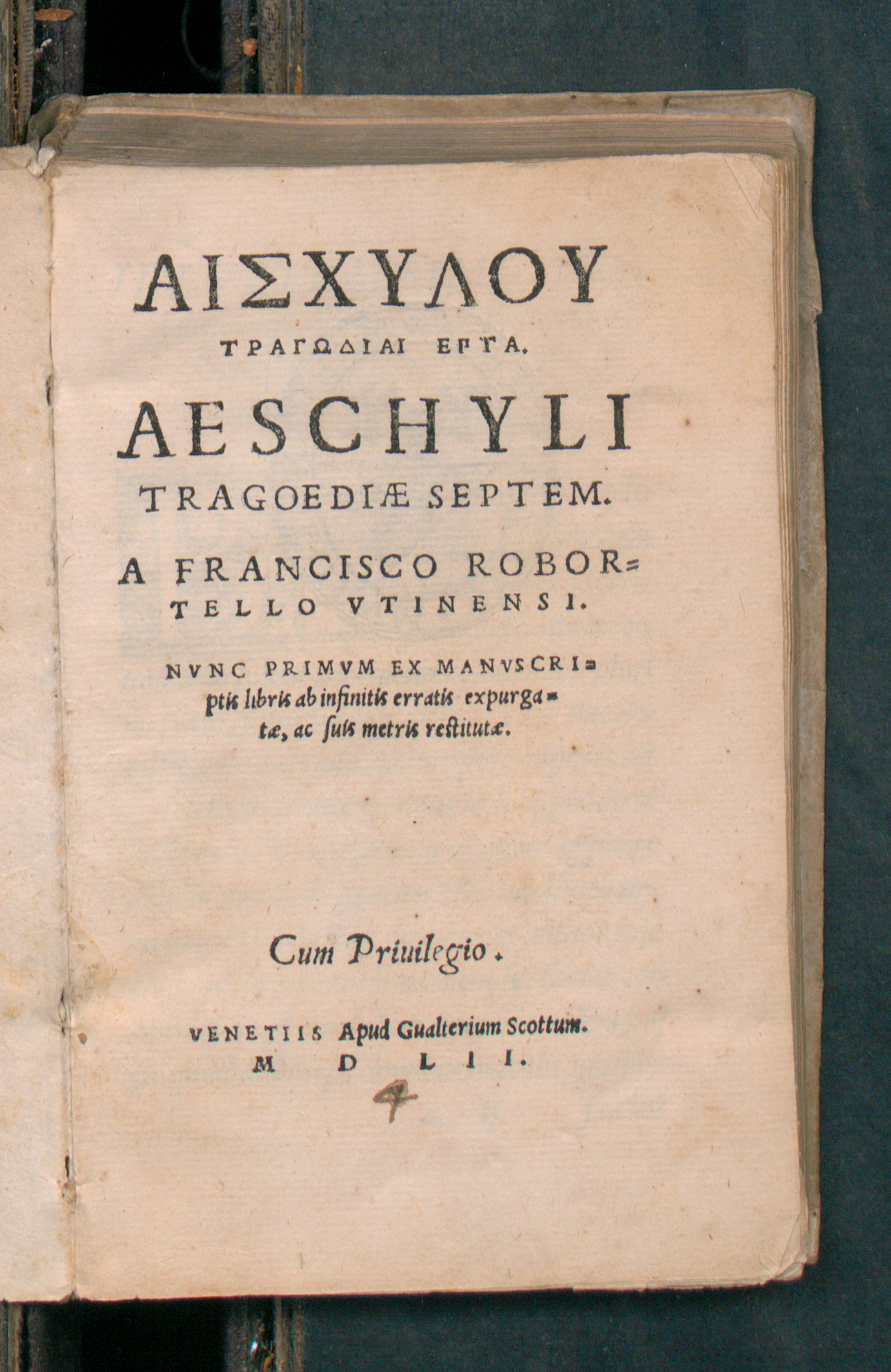
Aeschyli Tragoediae septem, 1552

기원전 525년/524년 아테나이에서 서쪽으로 떨어진 엘레우시스(오늘날의 엘레프시나)에서 귀족인 에우포리온(고대 그리스어: Εὐφορίων Euphoríōn[*])의 아들로 태어났다. 페르시아 전쟁에서 마라톤 전투와 살라미스 해전에 참가한 것으로 알려져있다. 기원전 471년에서 기원전 469년 사이에 히에론 왕의 초청으로 시켈리아 섬의 쉬라쿠사이로 여행하여 그 곳에서 비극 《페르시아인들》을 상연하였다. 아이스킬로스는 기원전 456년 겔라에서 사망하기전 또 한 차례(기원전 458년?) 쉬라쿠사이로 건너간 것으로 추측된다. 사튀로스극을 포함 약 90편의 비극을 쓴 것으로 전해지나 현존하는 비극은 학교의 교재로 사용되었던 일곱 편 뿐이다. 아이스킬로스는 기원전 499년 24세의 나이로 비극 경연 대회에 처음으로 참가하나, 나이 40세가 되던 기원전 484년에야 비로소 첫 승을 이룬다. 그는 평생 13회 우승하였다. 그는 아테나이를 떠나 시켈리아의 겔라에서 살다가 그 곳에서 70세로 기원전 456년/455년 세상을 떠났다. 그가 아테나이를 떠난 까닭은 전해지지 않는다.

## 업적
그는 비극 배우의 수를 1명에서 2명으로 늘렸으며, 장식 회화와 도구를 무대장치로 사용하였다. 또한 가면·가발·신 등을 창안하였고, 비극의 3부작 제도를 완성하였다.
그의 주요 공헌을 보면, 비극에서의 합창시의 형식이나 배열을 정비하여 극의 악곡적 구성과 극적 리듬의 통합에 성공했다는 점과, 운율적인 극대화의 기본적 격조를 낳았다는 점, 그리고 비극의 테마로서 제신이나 기괴한 신령에 얽힌 얘기를 즐겨 다루어, 테마에 어울리는 장대하고 화려한 연출방법을 만들어냈다는 점 등일 것이다.
아이스킬로스 비극의 합창대는 어떤 작품에서나, 중대한 위기나 불안에 떠는 군중으로서 극적으로 위치가 주어지고 있으며 합창가는 신을 부르거나 혹은 신을 칭송하는 종래의 제사적인 형태와 기능을 지니면서 동시에 극의 참가자로서의 합창대의 집단적 표현이 되고 있다. 그리고 배우는 그러한 집단을 대표하는 경우도 있고, 또한 그와 반대로 그 적대자가 되는 수도 있다.
현존하는 가장 오랜 비극 <페르시아인들>은 배우의 대화에서 운율형식이 일정하지 않아, 장면에 따라서는 이암보스 형식이거나 토로카이오스 형식으로 변하기도 한다. 이것은 작품이 작가의 실험단계에 있었음을 나타내는 것이다.
또한, 극 구성의 그 자체에도 서로 모순되는 세 가지 면이 은연 중에 병존한다. <페르시아인들>은 말하자면 보고극, 즉 어느 정도 사실적으로 조건이 갖춰진 페르시아 왕궁이란 곳에 중대사건이 보고되고, 그 보고의 서사성에 극적 긴박감이 주어진다는 구성과 망령극, 즉 망령 출현이라는 형태로 사실성을 버리고 초시간적인 수준으로 상상력을 비약시키는 구성이 1편 가운데에서 동시에 사용되고, 또한 마지막으로는 극이란 사건의 당사자가 패배의 슬픔을 서정적으로 노래한다는 취향으로 끝나고 있다. 하나의 극적 사건을 몇 개의 다른 시점(視点)의 수준에서 다뤄 입체적인 깊이를 주고 각각의 시점 사이에 긴장감을 자아내는 그리스 비극 특유의 드라마투르기는 아이스킬로스의 이와 같은 대담한 몇몇 실험이 모태가 되어 서서히 완성되기 시작한 것으로 여겨진다.
또한, 그가 비극예술에 대해 품었던 원대한 포부는 3부작 형식으로서 나타난다. 그에게 있어 드라마란 우주의 신비에 대한 시인의 의미 부여이며 또한 인간사회를 움직이는 이상의 탐구이기도 하여, 이 시야를 포괄할 수 있는 것은 하나의 연속 테마에 바탕을 둔 3편의 극이라고 생각했다. 다행히도 그 구상을 훌륭히 구현시킨 <오레스테이아> 3부작(<아가멤논>·<코이포로이>·<에우메니데스>)이 오늘날까지 남아 있다.

### 현전(現傳)하는 작품들
- 《페르시아인들》
- 《테바이를 공격한 일곱 장수》
- 《탄원하는 여인들》
- 《결박된 프로메테우스》
- 《오레스테이아》 3부작

- 《아가멤논》
- 《제주를 바치는 여인들》(또는 코이포로이)
- 《자비로운 여신들》(또는 에우메니데스)

### 실전(失傳)한 작품들
- 피네우스(Phineus)
- 포트니아이의 글라우코스(Glaukos Potnieus)
- 라이오스(Laios)
- 오이디푸스(Oidipus)
- 스핑크스(Sphinx): 사튀로스극
- 아이귑토스의 아들들(Aigyptioi)
- 다나오스의 딸들(Danaides)
- 아뮈모네(Amymone)
- 불을 붙이는 프로메테우스(Prometheus Pyrkaieus)
- 프로테우스(Proteus): 사튀로스극

## 같이 보기
- 고대 그리스 문학
- 고대 그리스 종교
- 마라톤 전투
- 고전기 그리스
- 디오니소스제
- 고대 그리스 연극

## 참고 문헌
- 아이스킬로스, 천병희 역, 『아이스킬로스 비극 전집』, 도서출판 숲, 2008.